# سوزان أنكر
سوزان أنكر (بالإنجليزية: Suzanne Anker)‏ هي فنانة أمريكية، ولدت في 6 أغسطس 1946 في بروكلين في الولايات المتحدة.

## وصلات خارجية
- الموقع الرسمي